# Takfirismo
Il takfirismo è l'"accusa di miscredenza" e fa riferimento al neologismo derivato dall'ideologia deviata dell'Islamismo, strettamente connessa al Jihādismo, sorta tra la fine del XX e l'inizio del XXI secolo.
Il termine si basa sulla pretesa di bollare un musulmano sunnita o sciita (o aderente ad altri credo religiosi di origine abramitica) di "empietà massima" e "apostasia" (ridda). La pronuncia di condanna è chiamata takfīr e chi viene riconosciuto colpevole di "miscredenza assoluta, infedeltà o impurità massima" è definito kāfir.
Tale pronuncia di miscredenza, per esser valida, deve essere emanata da un autorevole consesso di dotti musulmani, che indicano come il colpevole non possa più essere annoverato come vero "credente" (muʾmin) "musulmano" (muslim), in quanto macchiatosi di un peccato condannato severamente dal Corano.
L'accusa a un musulmano di essere kāfir ha un fortissimo sapore settario e si è espresso frequentemente già durante il periodo immediatamente successivo al colpo di Stato militare in Algeria del 1991, al quale il Gruppo Islamico Armato (GIA) reagì colpendo tra l'altro numerose comunità agrarie del Paese, trucidandone gli abitanti, "rei" di non essersi ribellati all'empio regime militare al potere, diventando (a loro dire) con quella loro acquiescenza apostati essi stessi. 
Analogamente, la frequente pronuncia di "empietà" ha avuto modo d'esprimersi in modo cruento nel corso della resistenza armata irachena seguita all'invasione dell'Iraq da parte della Coalizione a guida statunitense e nel corso della guerra civile siriana esplosa nel 2011.
Ufficialmente, il solo legittimato a dichiarare colpevole di kufr (miscredenza) un appartenente a una fede abramitica, è un dotto di solida fama e autorevolezza. Di conseguenza, l'operato dei gruppi di estrazione wahhabita/salafita, classificati da vari studiosi come salafiti-takfiristi che sostengono il Jihādismo, è considerato del tutto estraneo alla tradizione giuridica islamica fondata sulla Sharīʿa, consolidatasi in oltre 14 secoli di storia.

## Classificazione
Il takfirismo è stato classificato dagli studiosi del pensiero e del diritto islamico come una violenta e aberrante pratica, germinata dal movimento salafita. Questa forma di Fondamentalismo islamico non genera di per sé violenza e terrorismo ma costituisce un "brodo di coltura" per il radicalismo armato jihādista. I takfīrī, per canto loro, considerano gli atti di violenza da loro espressi come una forma legittima di jihād, utile al raggiungimento dei loro scopi religiosi o politici. L'esperto del Vicino Oriente Robert Baer ha scritto che:
(Un takfīrī in linea di massima è un musulmano sunnita che vede il mondo in bianco e nero; ci sono credenti e non credenti, senza sfumature mediane. Una delle missioni del takfīrī è ricreare il Califfato, in accordo con un'interpretazione letterale del Corano.)

## Credenze
I Takfīrī credono in un Islam che pretendono sia in stretto accordo con la loro peculiare interpretazione delle attività e delle decisioni di Maometto e dei suoi Compagni, e non accettano alcun allontanamento da quella che essi considerano la "pura fede islamica". Respingono quindi qualsiasi riforma o trasformazione della loro lettura fondamentalistica della religione islamica, così come essi pensano sia stata rivelata e attuata al tempo del profeta Maometto. Quanti alterano il complesso istituzionale della loro visione dell'Islam, adottando un qualsiasi diverso stile di vita o chi operi, segua o ubbidisca a qualsiasi indicazione che sia in contrasto con la loro visione dell'Islam, diventa un apostata. Il che comporta la decadenza della persona dalla qualità di credente musulmano, rendendo di conseguenza lecita la sua violenta eliminazione fisica.
Secondo una fonte (Trevor Stanley), il precedente "della dichiarazione di takfīr ai danni di un capo" deriva dallo studioso neo-hanbalita del Medioevo islamico, Taqī al-Dīn Ibn Taymiyya, che emise una famosa fatwā che dichiarava il jihād contro i Mongoli che avevano invaso i possedimenti mamelucchi. Ciò, non perché essi avevano invaso quei domini, ma perché erano miscredenti, per cui la pena prevista dal Diritto islamico era quella capitale. 
In realtà i Mongoli non s'erano ancora convertiti all'Islam e praticavano, insieme ai loro ancestrali culti sciamanici (considerati miscredenza dall'Islam), anche quelli cristiani nestoriani, facendo dunque teoricamente ricadere questi ultimi nel "patto di protezione" (dhimma) garantito ai "Popoli del Libro" (Ahl al-Kitab), costituiti da ebrei, cristiani, zoroastriani e sabei. 
Ibn Taymiyya argomentava la sua fatwā affermando che, dal momento che i Mongoli seguivano la loro fede avita (Yassa), anziché quella della Sharīʿa, essi potevano essere considerati colpevoli di kufr.
Più di recente, il riformatore musulmano neo-hanbalita del XIX secolo, Muḥammad ibn ʿAbd al-Wahhāb, e i pensatori musulmani del XX secolo Abu l-A'la Maududi e Sayyid Qutb, hanno fatto riferimento a Ibn Taymiyya nella loro condanna di quanti - in base al loro peculiare giudizio - si dicono musulmani senza in realtà esserlo. Ibn ʿAbd al-Wahhāb, ad esempio, condannava gli sciiti, i sufi e altri musulmani di bid'a (perniciosa innovazione della religione islamica), e i seguaci di Ibn ʿAbd al-Wahhāb hanno pertanto proceduto all'esecuzione di numerosi musulmani per preteso kufr (miscredenza) pagano. 
Nel suo libro assai influente Maʿālim fī l-Tarīq (Pietre miliari lungo la Strada), Sayyid Qutb ha sostenuto che non solo i musulmani possono non essere considerati credenti autentici, ma che l'incapacità della Comunità islamica (Umma) nell'ubbidire alla Sharīʿa, significa che: "la Comunità islamica ha fallito per alcuni secoli", non essendo riuscita a evitare di cadere in uno stato d'"Ignoranza" (Jāhiliyya).
I takfīrī respingono anche il dovere tipico dell'Islam tradizionale di ubbidire ai capi legittimi in ogni cosa che non contraddica la Sharīʿa, e negano quindi quanto affermato da tutti i più autorevoli pensatori musulmani di ogni tempo che la sedizione sia un grande pericolo per la Umma. Al contrario, i takfīrī considerano illegittima e apostata ogni autorità politica che non risponda alla loro interpretazione di cosa sia il giusto Islam e sostengono che ogni violenza contro un regime iniquo sia del tutto legittima. Questa visione riflette strettamente le idee di Quṭb sulla jāhiliyya.
Nei suoi libri Risāla aṣl dīn al-Islām wa qāʿidatuhu (Epistola sul fondamento e le basi della religione dell'Islam) e il Kashf al-shubuhāt (Chiarificazione dei dubbi), Muḥammad ibn ʿAbd al-Wahhāb esprime un preciso takfīr nei confronti di quanti invochino e implorino l'aiuto di persone defunte (fossero anche il Profeta o la sua famiglia) nella speranza che essi intercedano per loro davanti ad Allah, o che implorino l'intercessione del Profeta e della sua famiglia.

## Suicidio
I takfīrī si differenziano dall'ortodossia islamica, tanto sunnita quanto sciita, per quanto riguarda il suicidio. Essi credono infatti che chi mette fine deliberatamente alla propria vita nell'intento di uccidere i nemici dell'Islam, è un martire a tutti gli effetti e che gli sarà destinato da Allāh il Paradiso eterno e che ogni peccato gli sarà dunque perdonato. Ciò ha moltiplicato gli attacchi suicidi contro altri musulmani (da essi ritenuti apostati) e contro qualsiasi persona giudicata miscredente, senza tenere in alcun conto la qualifica di dhimmi attestata dalla lunghissima tradizione giuridica islamica sulla scorta di affermazioni del Corano e della Sunna, a prescindere che costoro siano combattenti o meno. Un chiaro esempio di ciò è costituito dal gruppo takfirista che ha dato vita al cosiddetto Emirato del Caucaso.

## Opinioni islamiche sul Takfirismo
Tra quanti si oppongono a questa deviazione del sunnismo islamico non di rado si parla di una rinascita del Kharigismo, una violenta variante islamica del VII secolo che contrastò in armi il Califfato di ʿAlī, quello omayyade e anche quello abbaside. Bisogna però osservare che il Kharigismo non si differenziava in alcun modo dall'assetto dogmatico dell'Islam e che la sua intransigente ostilità nei confronti del potere costituito e di quanti lo difendevano era di carattere eminentemente politico, dal momento che riguardava la qualifica di Califfo, che non ha alcun riferimento testuale nel Corano, essendo un'istituzione sorta per iniziativa politica e organizzativa esclusivamente umana.